# Os (Hedmark)
Os és un municipi situat al comtat d'Innlandet, Noruega. Té 1.956 habitants (2016) i la seva superfície és de 1.040 km². El centre administratiu del municipi és el poble homònim. Forma part de la regió tradicional d'Østerdalen.

## Informació general
Os se separà del municipi de Tolga per esdevenir municipi propi l'1 de juliol de 1926.

### Nom
El municipi (originalment la parròquia) és el nom de l'antiga granja d'Os (en nòrdic antic: Óss), ja que la primera església va ser construïda allí (el 1703). El nom és idèntic a la paraula óss que significa "desembocadura d'un riu" (a Os el riu Vangrøfta desemboca al riu Glomma).

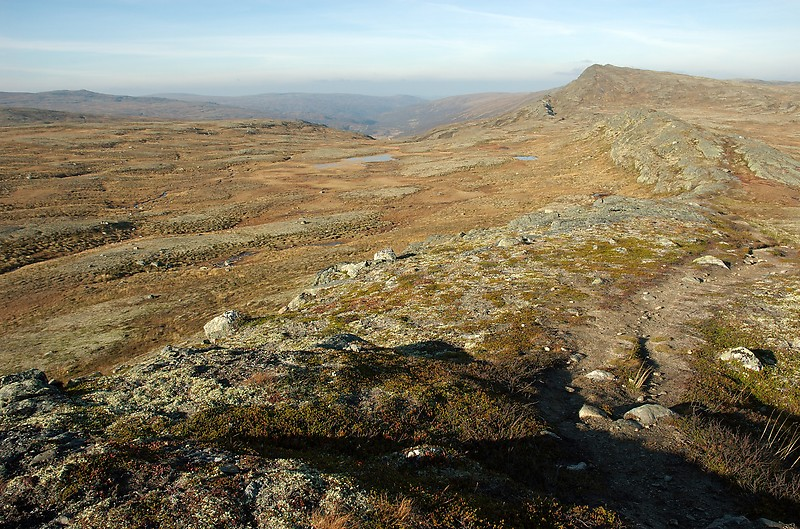
La zona més elevada del Parc Nacional de Forollhogna.

### Escut d'armes
L'escut d'armes és modern. Se'ls hi va concedir el 17 de desembre de 1992. L'escut mostra tres esquelles daurades sobre un fons verd. Simbolitza els negocis tradicionals i moderns del municipi.

## Geografia
Està situat a la riba del llac Flensjøen. Limita al nord amb Midtre Gauldal i Holtålen, al nord-est amb Røros, al sud-est amb Engerdal, al sud-oest amb Tolga i a l'oest amb Tynset. El Parc Nacional de Forollhogna està parcialment situat dins d'aquest municipi.